# Marathon féminin aux Jeux olympiques d'été de 2020
Pour des articles plus généraux, voir Athlétisme aux Jeux olympiques d'été de 2020 et Marathon aux Jeux olympiques.
Navigation
Rio 2016 Paris 2024
L'épreuve du marathon féminin aux Jeux olympiques de 2020 se déroule le 7 août 2021 au Parc Ōdōri de Sapporo, au Japon.

## Records
Avant cette compétition, les records dans cette discipline étaient les suivants : 
| Record du monde  | Brigid Kosgei (KEN) | 2 h 14 min 4 s | Chicago | 13 octobre 2019 |
| Record olympique | Tiki Gelana (ETH)   | 2 h 23 min 7 s | Londres | 5 août 2012     |

## Programme
Tous les horaires correspondent à l'UTC+9
| Date               | Horaire | Manche |
| ------------------ | ------- | ------ |
| Samedi 7 août 2021 | 6 h 00  | Finale |

## Médaillées
| Or                | Argent        | Bronze       |
| Peres Jepchirchir | Brigid Kosgei | Molly Seidel |

## Résultats
| Rang               | Athlète                  | Pays            | Temps   | Écart  | Notes |
| ------------------ | ------------------------ | --------------- | ------- | ------ | ----- |
| Médaille d'or      | Peres Jepchirchir        | Kenya           | 2:27:20 |        | SB    |
| Médaille d'argent  | Brigid Kosgei            | Kenya           | 2:27:36 | +0:16  | SB    |
| Médaille de bronze | Molly Seidel             | États-Unis      | 2:27:46 | +0:26  | SB    |
| 4                  | Roza Dereje              | Éthiopie        | 2:28:38 | +1:18  | SB    |
| 5                  | Volha Mazuronak          | Biélorussie     | 2:29:06 | +1:46  | SB    |
| 6                  | Melat Yisak Kejeta       | Allemagne       | 2:29:16 | +1:56  | SB    |
| 7                  | Eunice Chumba            | Bahreïn         | 2:29:36 | +2:16  |       |
| 8                  | Mao Ichiyama             | Japon           | 2:30:13 | +2:53  |       |
| 9                  | Malindi Elmore           | Canada          | 2:30:59 | +3:39  | SB    |
| 10                 | Sinead Diver             | Australie       | 2:31:14 | +3:54  | SB    |
| 11                 | Helalia Johannes         | Namibie         | 2:31:22 | +4:02  | SB    |
| 12                 | Fabienne Schlumpf        | Suisse          | 2:31:36 | +4:16  |       |
| 13                 | Natasha Wodak            | Canada          | 2:31:41 | +4:21  | SB    |
| 14                 | Karolina Nadolska        | Pologne         | 2:32:04 | +4:44  | SB    |
| 15                 | Gerda Steyn              | Afrique du Sud  | 2:32:10 | +4:50  |       |
| 16                 | Immaculate Chemutai      | Ouganda         | 2:32:23 | +5:03  |       |
| 17                 | Sally Kipyego            | États-Unis      | 2:32:53 | +5:33  | SB    |
| 18                 | Deborah Schöneborn       | Allemagne       | 2:33:08 | +5:48  | SB    |
| 19                 | Ayuko Suzuki             | Japon           | 2:33:14 | +5:54  | SB    |
| 20                 | Neheng Khatala           | Lesotho         | 2:33:15 | +5:55  |       |
| 21                 | Matea Parlov Koštro      | Croatie         | 2:33:18 | +5:58  | SB    |
| 22                 | Carolina Wikström        | Suède           | 2:33:19 | +5:59  | SB    |
| 23                 | Ellie Pashley            | Australie       | 2:33:39 | +6:19  | SB    |
| 24                 | Failuna Matanga          | Tanzanie        | 2:33:58 | +6:38  | SB    |
| 25                 | Fionnuala McCormack      | Irlande         | 2:34:09 | +6:49  | SB    |
| 26                 | Lisa Weightman           | Australie       | 2:34:19 | +6:59  | SB    |
| 27                 | Gladys Tejeda            | Pérou           | 2:34:21 | +7:01  | SB    |
| 28                 | Mieke Gorissen           | Belgique        | 2:34:24 | +7:04  |       |
| 29                 | Elena Loyo               | Espagne         | 2:34:38 | +7:18  | SB    |
| 30                 | Carla Salomé Rocha       | Portugal        | 2:34:52 | +7:32  | SB    |
| 31                 | Katharina Steinruck      | Allemagne       | 2:35:00 | +7:40  |       |
| 32                 | Giovanna Epis            | Italie          | 2:35:09 | +7:49  | SB    |
| 33                 | Honami Maeda             | Japon           | 2:35:28 | +8:08  |       |
| 34                 | Choi Kyung-sun           | Corée du Sud    | 2:35:33 | +8:13  | SB    |
| 35                 | Aleksandra Lisowska      | Pologne         | 2:35:33 | +8:13  |       |
| 36                 | Darya Maslova            | Kirghizistan    | 2:35:35 | +8:15  | SB    |
| 37                 | Marta Galimany           | Espagne         | 2:35:39 | +8:19  | SB    |
| 38                 | Susan Jeptooo Kipsang    | France          | 2:36:29 | +9:09  | SB    |
| 39                 | Stephanie Davis          | Grande-Bretagne | 2:36:33 | +9:13  |       |
| 40                 | Jovana de la Cruz        | Pérou           | 2:36:38 | +9:18  |       |
| 41                 | Rosa Chacha              | Équateur        | 2:36:44 | +9:24  |       |
| 42                 | Yeheniya Prokofyeva      | Ukraine         | 2:36:47 | +9:27  | SB    |
| 43                 | Nazret Weldu             | Érythrée        | 2:37:01 | +9:41  |       |
| 44                 | Andrea Deelstra          | Pays-Bas        | 2:37:05 | +9:45  | SB    |
| 45                 | Munkhzaya Bayartsogt     | Mongolie        | 2:37:08 | +9:48  | SB    |
| 46                 | Zhanna Mamazhanova       | Kazakhstan      | 2:37:42 | +10:22 |       |
| 47                 | Zhang Deshun             | Chine           | 2:37:45 | +10:25 |       |
| 48                 | Maor Tiyouri             | Israël          | 2:37:52 | +10:32 |       |
| 49                 | Hanne Verbruggen         | Belgique        | 2:38:03 | +10:43 | SB    |
| 50                 | Nina Savina              | Biélorussie     | 2:38:41 | +11:21 | SB    |
| 51                 | Martina Strähl           | Suisse          | 2:39:25 | +12:05 | SB    |
| 52                 | Marcela Joglová          | Tchéquie        | 2:39:29 | +12:09 |       |
| 53                 | Bojana Bjeljac           | Croatie         | 2:39:32 | +12:12 | SB    |
| 54                 | Lilia Fisikovici         | Moldavie        | 2:39:59 | +12:39 | SB    |
| 55                 | Angie Orjuela            | Colombie        | 2:40:04 | +12:44 | SB    |
| 56                 | Rkia El Moukim           | Maroc           | 2:40:10 | +12:50 | SB    |
| 57                 | Ahn Seul-ki              | Corée du Sud    | 2:41:11 | +13:51 | SB    |
| 58                 | Tereza Hrochová          | Tchéquie        | 2:42:25 | +15:05 |       |
| 59                 | Angelika Mach            | Pologne         | 2:42:26 | +15:06 |       |
| 60                 | Andrea Bonilla           | Équateur        | 2:43:30 | +16:10 | SB    |
| 61                 | Marcela Cristina Gómez   | Argentine       | 2:44:09 | +16:49 | SB    |
| 62                 | Li Zhixuan               | Chine           | 2:45:23 | +18:03 |       |
| 63                 | Jill Holterman           | Pays-Bas        | 2:45:27 | +18:07 |       |
| 64                 | Úrsula Sánchez           | Mexique         | 2:45:45 | +18:25 | SB    |
| 65                 | Daniela Torres Huerta    | Mexique         | 2:47:15 | +19:55 |       |
| 66                 | Lonah Chemtai Salpeter   | Israël          | 2:48:31 | +21:11 |       |
| 67                 | Bai Li                   | Chine           | 2:49:21 | +22:01 |       |
| 68                 | Stephanie Twell          | Grande-Bretagne | 2:53:26 | +26:06 | SB    |
| 69                 | Juliet Chekwel           | Ouganda         | 2:53:40 | +26:20 | SB    |
| 70                 | Catarina Ribeiro         | Portugal        | 2:55:01 | +27:41 | SB    |
| 71                 | Jess Piasecki            | Grande-Bretagne | 2:55:39 | +28:19 | SB    |
| 72                 | Sharon Firisua           | Îles Salomon    | 3:02:10 | +34:50 | NR    |
| 73                 | Dayna Pidhoresky         | Canada          | 3:03:10 | +35:50 | SB    |
| –                  | Andrea Ramírez Limón     | Mexique         | –       | 40 km  | DNF   |
| –                  | Ruth Chepngetich         | Kenya           | –       | 35 km  | DNF   |
| –                  | Laura Méndez Esquer      | Espagne         | –       | 35 km  | DNF   |
| –                  | Birhane Dibaba           | Éthiopie        | –       | 30 km  | DNF   |
| –                  | Tejitu Daba              | Bahreïn         | –       | 30 km  | DNF   |
| –                  | Kokob Tesfagaber Solomon | Érythrée        | –       | 25 km  | DNF   |
| –                  | Viktoria Kalyuzhna       | Ukraine         | –       | 25 km  | DNF   |
| –                  | Irvette van Zyl          | Afrique du Sud  | –       | 25 km  | DNF   |
| –                  | Sara Moreira             | Portugal        | –       | 25 km  | DNF   |
| –                  | Aliphine Tuliamuk        | États-Unis      | –       | Half   | DNF   |
| –                  | Aoife Cooke              | Irlande         | –       | Half   | DNF   |
| –                  | Darya Mykhaylova         | Ukraine         | –       | Half   | DNF   |
| –                  | Zeineba Yimer            | Éthiopie        | –       | 20 km  | DNF   |
| –                  | Eva Vrabcová-Nývltová    | Tchéquie        | –       | 15 km  | DNF   |
| –                  | Meryem Erdoğan           | Turquie         | –       | 10 km  | DNF   |

## Légende
Records et Performances
- AR : Record continental (area record)
- CR : Record des championnats (championship record)
- MR : Record du meeting (meet record)
- NR : Record national (national record)
- OR : Record olympique (olympic record)
- PR : Record paralympique (paralympic record)
- PB : Record personnel (personal best)
- SB : Meilleure performance personnelle de la saison (season's best)
- WL : Meilleure performance mondiale de l'année (world leader)
- WJR : Record du monde junior (world junior record)
- WR : Record du monde (world record)

Circonstances et Conditions
- DNF : N'a pas terminé (did not finish)
- DNS : N'a pas pris le départ (did not start)
- DQ : Disqualification (disqualification)
- NM : Aucun essai valable enregistré (No Mark)
- Q : Qualifié « directement » au prochain tour (ou à la prochaine compétition), lors d'une compétition majeure, grâce au classement ou à la réalisation des minima (automatic qualifier)
- q : Qualifié au prochain tour (ou à la prochaine compétition), lors d'une compétition majeure, grâce au repêchage ou à la réalisation de l'une des meilleures performances parmi celles des « non qualifiés directement » (grâce au meilleur temps ou à la meilleure distance par exemple) (secondary qualifier)